# Cầu Suramadu
Cầu Suramadu (tiếng Indonesia: Jembatan Suramadu), cũng gọi là cầu Surabaya–Madura, là một cầu ba dây văng được xây dựng giữa Surabaya trên đảo Java và thị trấn Bangkalan trên đảo Madura ở Indonesia. Cầu khánh thành ngày 10 tháng 6 năm 2009, với chiều dài 5,4-km, đây là cây cầu dài nhất Indonesia và là cầu đầu tiên bắc qua eo biển Madura.

## Đặc điểm
Phần dây vằng có ba nhịp với chiều dài 192 m, 434 m và 192 m. Cầu có hai làn xe mỗi hướng cộng với một làn khẩn cấp và làn giành riêng cho xe máy. Đây là cầu thu phí đầu tiên ở Indonesia, gia sves ban đầu được ấn định là Rp. 30,000 (US$3 năm 2009) cho xe bốn bánh và Rp 3.000 (US$0,30) cho xe hai bánh.
Cầu được xây dựng bởi một công-xooc-xiom gồm các công ty Indonesia là PT Adhi Karya và PT Waskita Karya thi công cùng với Công ty TNHH Công trình Cầu đường Trung Quốc (中国路桥工程有限责任公司) và Công ty TNHH Công trình Cảng biển Trung Quốc (中国港湾工程有限责任公司). Tổng kinh phí cho dự án, bao gồm cả đường dẫn, được ước tính là 4,5 nghìn tỉ rupiah (445 triệu Đô la Mỹ khi đó).

## Lịch sử
Việc xây dựng được bắt đầu vào ngày 20 tháng 8 năm 2003. Vào tháng 7 năm 2004, một dầm bị sập, giết chết một công nhân và làm bị thương chín người khác. Việc thi công cầu tạm dừng vào cuối năm 2004 do thiếu kinh phí, song đã được tái khởi động vào tháng 11 năm 2005. Nhịp cầu chính của cầu được hợp long vào ngày 31 tháng 3 năm 2009, và cầu được mở cửa cho công chúng vào ngày 10 tháng 6 năm 2009. Trong vòng một tuần sau khi mở cửa, người ta đã phát hiện ra các đai ốc và các chốt cùng như các đnè bảo trì đã bị đánh cắp và có bằng chứng về việc phá hoại các cáp trợ giúp cho nhịp chính.
Việc hoàn tất cây cầu Suramadu đã khuyến khích việc quan tâm đến khả năng xây một cây cầu lớn là cầu Eo biển Sunda qua eo biển cùng tên ở cực tây đảo Java.